# Maksymilian Bodyński
Maksymilian Bodyński (1829 – 16. srpna 1892 Korczyn) byl rakouský politik polské národnosti z Haliče, v 2. polovině 19. století poslanec Říšské rady.

## Biografie
Byl poslancem Říšské rady (celostátního parlamentu), kam usedl v doplňovacích volbách roku 1876 za kurii obchodních a živnostenských komor v Haliči, obvod Lvov. Slib složil 21. října 1876. Mandát zde obhájil ve volbách roku 1879. Rezignace oznámena na schůzi 15. dubna 1880. V roce 1876 se uvádí jako tajemník obchodní komory, bytem Lvov.
Měl titul vládního rady a dlouhodobě zastával funkci tajemníka obchodní komory ve Lvově.
Zemřel v srpnu 1892.